# Voyager (band)
 For alternative betydninger, se Voyager (flertydig). (Se også artikler, som begynder med Voyager)
Voyager er et australsk progressivt metal-band grundlagt i Perth, Western Australia i Australien i 1999. Gruppen består af vokalisten Daniel "Danny" Estrin, Guitaristerne Simone Dow og Scott Kay, Bassisten Alex Canion og Trommeslageren Ashley Doodkorte.
Gruppen har repræsenteret Australien i Eurovision Song Contest 2023 med sangen "Promise" og fik en 9. plads i finalen.

## Diskografi

### Studiealbums
| Titel               | Albumdetaljer                                             |
| ------------------- | --------------------------------------------------------- |
| Element V           | - Released: 2003 - Label: V Music (VM 1X6V)               |
| UniVers             | - Released: 2007 - Label: Dockyard1 (DY100572)            |
| I Am the Revolution | - Released: 2009 - Label: Riot! Entertainment (RIOT050CD) |
| The Meaning of I    | - Released: 2011 - Label: Riot! Entertainment (RIOTCD081) |
| V                   | - Released: 2013 - Label: Iav Records (IAV1401)           |
| Ghost Mile          | - Released: 2017 - Label: Iav Records (IAV1701)           |
| Colours in the Sun  | - Released: 2019 - Label: Season of Mist (SOM 533D)       |
| Fearless in Love    | - Scheduled: 14 July 2023 - Label: Season of Mist         |

### Singler
| Titel     | År   | Højeste hitlisteplacering | Højeste hitlisteplacering | Højeste hitlisteplacering | Højeste hitlisteplacering | Album            |
| Titel     | År   | FIN                       | LTU                       | SWE Heat.                 | UK                        | Album            |
| --------- | ---- | ------------------------- | ------------------------- | ------------------------- | ------------------------- | ---------------- |
| "Promise" | 2023 | 47                        | 28                        | 7                         | 79                        | Fearless in Love |